# Wilki (Litwa)
Wilki, także Wilkija, Wilkiszki (lit. Vilkija, niem. Wilkenberg) – miasto na Litwie, położone w okręgu kowieńskim w rejonie kowieńskim, 25 km od Kowna, przy autostradzie Kowno – Jurbork (25 km na  północny zachód od Kowna), na prawym brzegu Niemna.
Zabytek urbanistyki, swoiste miasto wzgórz. Wilkija posiada status gminy, jednocześnie stanowi centrum okolicznych starostw. W mieście wznosi się neogotycki Kościół św. Jerzego (od 1908 r.), mieści się tu również gimnazjum, wyższa szkoła rzemiosła ludowego, szkoła rolna, poczta (LT-54015). Zachował się dom w którym w latach 1862–1864 r. mieszkał folklorysta Antanas Juška (1819–1880), w miasteczku mieści się muzeum kultury etnicznej braci A. i J. Jušków.
Wilki były stolicą traktu w Księstwie Żmudzkim Rzeczypospolitej. Prawa miejskie oraz herb nadał Wilkom w 1792 r. król Polski Stanisław August Poniatowski.
Podczas okupacji hitlerowskiej, w lipcu 1941 roku Litwini utworzyli getto dla żydowskich mieszkańców. Przebywało w nim około 500 osób. 28 sierpnia 1941 roku zlikwidowano getto, a Żydów zamordowano w lesie Pakarkle. Sprawcami zbrodni byli policjanci 3 kompanii 13 litewskiego batalionu policyjnego pod dowództwem porucznika Barzda. 

## Galeria

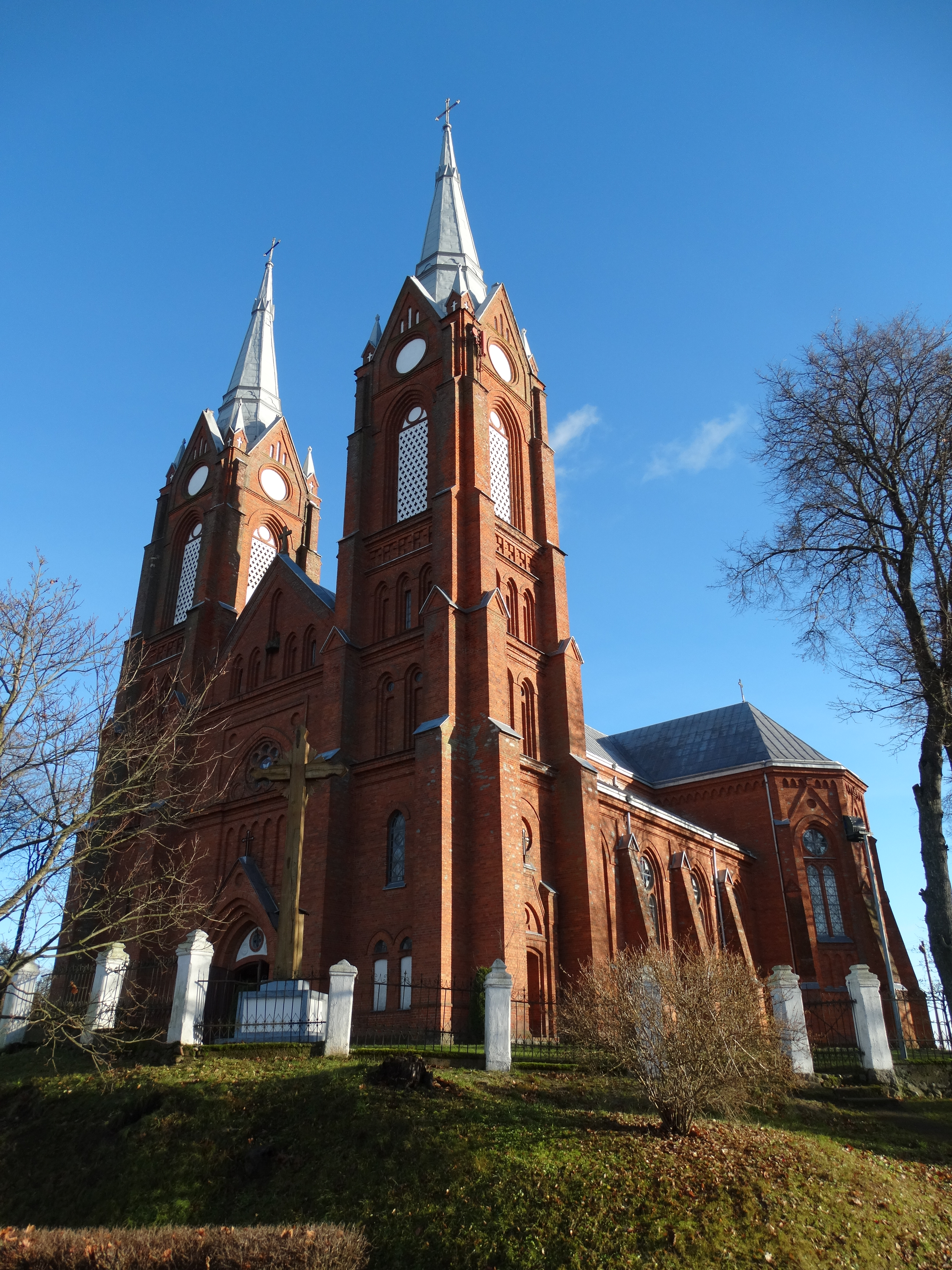
Kościół św. Jerzego
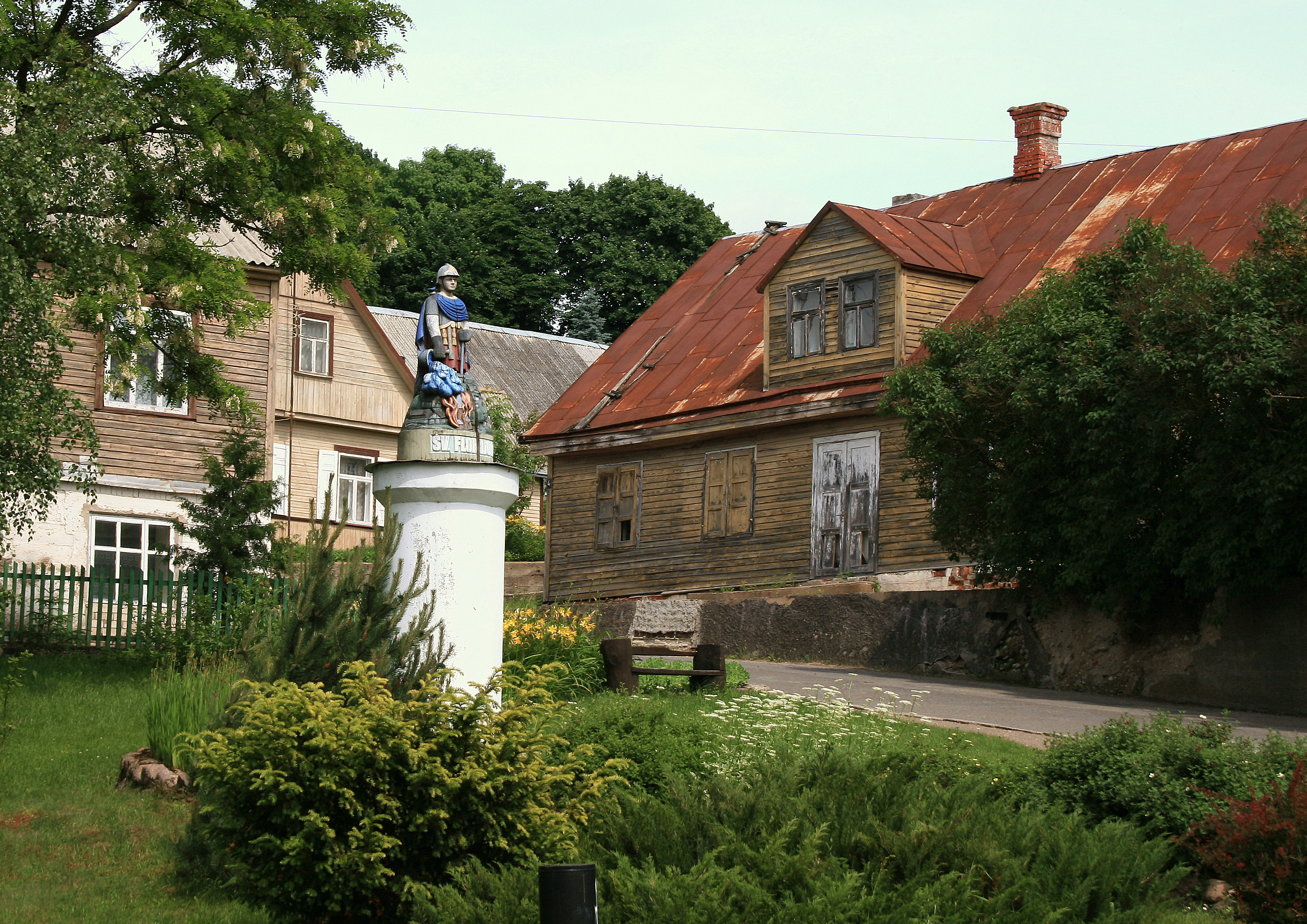
Figura św. Floriana
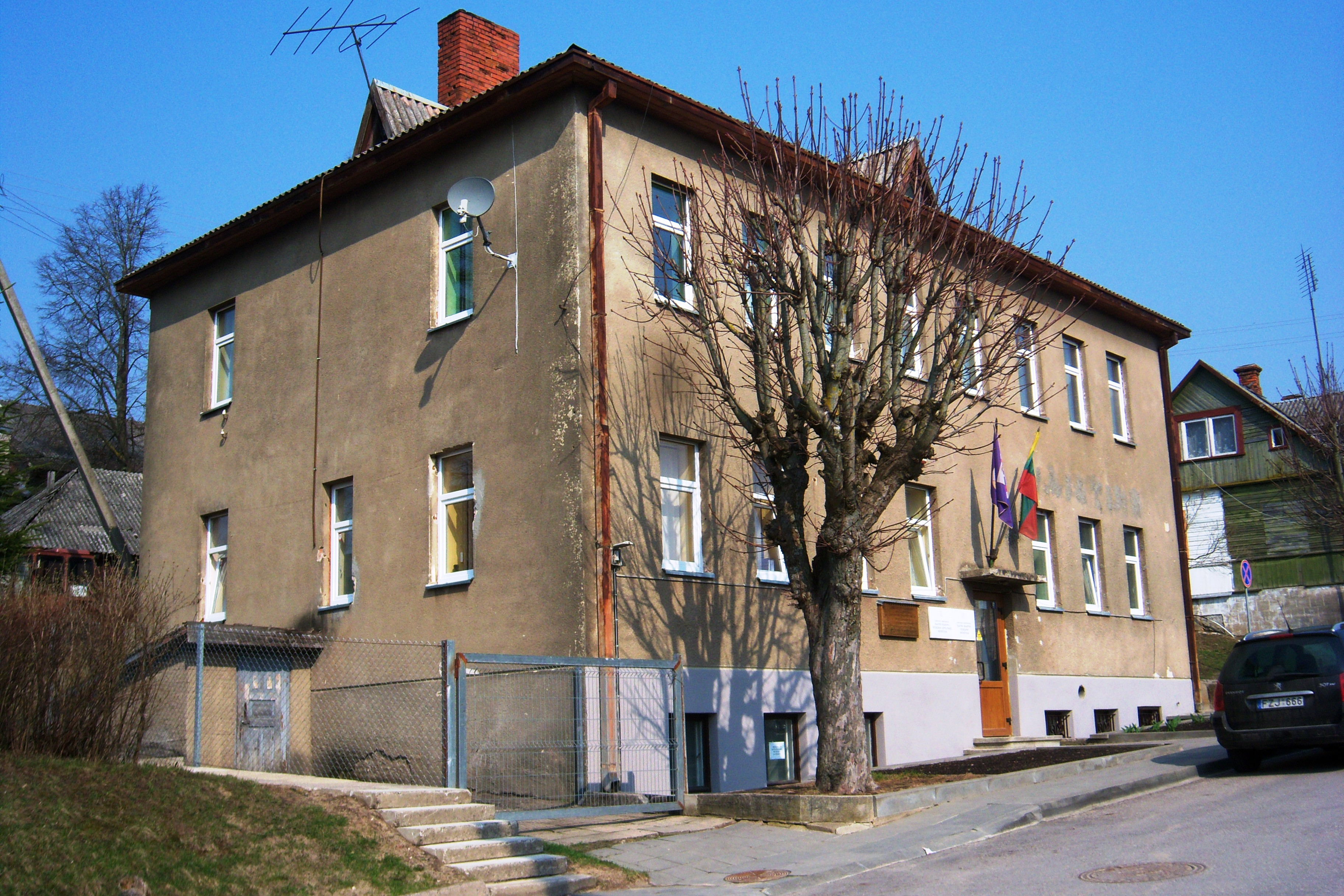
Starostwo

## Ludzie urodzeni w mieście
- Dezydery Szymkiewicz – polski botanik